# アニメイヤ〜ジブリ・ソングス
『アニメイヤ〜ジブリ・ソングス』（AniMeja Ghibli Songs）は、スウェーデンの歌手、メイヤが2010年7月21日に日本で発売したアニメカバーアルバム。発売元はSony Music Japan International。

## 概要
スタジオジブリ作品の主題歌・挿入歌を英語でカバーしている。ただし、「カントリー・ロード」だけは日本語（オリジナルは本名陽子）での歌唱である。

## 収録曲
1. となりのトトロ（1988年「となりのトトロ」より）
2. Arrietty’s Song（2010年「借りぐらしのアリエッティ」より）
3. もののけ姫（1997年「もののけ姫」より）
4. ルージュの伝言（1989年「魔女の宅急便」より）
5. テルーの唄（2006年「ゲド戦記」より）
6. 君をのせて（1986年「天空の城ラピュタ」より）
7. 崖の上のポニョ（2008年「崖の上のポニョ」より）
8. 風の谷のナウシカ（1984年「風の谷のナウシカ」より）
9. カントリー・ロード（1995年「耳をすませば」より）
  - この曲のみ日本語で歌っている。
10. いつも何度でも（2001年「千と千尋の神隠し」より）
11. 世界の約束（2004年「ハウルの動く城」より）